# NGC 2980
NGC 2980 (другие обозначения — MCG -1-25-28, IRAS09407-0923, PGC 27799) — спиральная галактика с перемычкой (SBc) в созвездии Секстанта. Открыта Уильямом Гершелем в 1786 году.
Этот объект входит в число перечисленных в оригинальной редакции «Нового общего каталога».
В галактике вспыхнула сверхновая SN 2006ba типа IIb, её пиковая видимая звездная величина составила 18,4.
В галактике вспыхнула сверхновая SN 2009lm типа IIP, её пиковая видимая звездная величина составила 18,5.